# Piotr Smolana
Piotr Wincenty Smolana (ur. 20 marca 1958 w Bielsku-Białej) – polski polityk, samorządowiec, technik budowlany, poseł na Sejm IV kadencji.

## Życiorys
W 1978 ukończył Technikum Budowlane w Bielsku-Białej. W latach 1978–1982 był kosztorysantem w Biurze Projektów Śląsk, a następnie w Miastoprojekcie. Od stycznia 1984 do listopada 1987 pracował w Karpackiej Spółdzielni Mieszkaniowej na stanowisku starszego inspektora do spraw kalkulacji i rozliczeń. Później był inspektorem ds. inwestycji w BEPIS Bielsko-Biała, a w latach 1989–1991 kosztorysantem w WPRI B-B.
Od 1993 do 1994 pełnił funkcję sekretarza Komisji Interwencji i Praworządności w Bielsku-Białej. Od 1994 do 1996 był asystentem posła Kazimierza Wilka. W latach 90. trzykrotnie pozostawał bezrobotnym, z przerwą w 1998, gdy był zastępcą dyrektora w Zakładzie Konstrukcji Drewnianych w Stępinie. Pełnił funkcję członka zarządu Polskiego Związku Głuchych.
Był członkiem NSZZ „Solidarność” i Akcji Katolickiej.
W 2000 wstąpił do Samoobrony RP. W styczniu 2001 objął funkcję przewodniczącego tej partii w Bielsku-Białej. W wyborach parlamentarnych w tym samym roku został wybrany posłem IV kadencji z jej listy w okręgu bielskim, otrzymując 7021 głosów. Zasiadał w Komisji Sprawiedliwości i Praw Człowieka, Komisji Spraw Zagranicznych oraz w komisji śledczej w sprawie afery Rywina. Po konflikcie z posłem Andrzejem Grzesikiem, w lipcu 2003 wystąpił z Samoobrony RP i przeniósł się najpierw do koła poselskiego Polskiego Bloku Ludowego, a po sporach z kierownictwem tego koła do kilkuosobowego koła poselskiego Dom Ojczysty.
W wyborach parlamentarnych w 2005 nie ubiegał się o reelekcję.

## Życie prywatne
Jest żonaty, ma troje dzieci.